# Gnopharmia rubraria
Gnopharmia rubraria är en fjärilsart som beskrevs av Otto Staudinger 1892. Gnopharmia rubraria ingår i släktet Gnopharmia och familjen mätare. Inga underarter finns listade i Catalogue of Life.